# كراكاتوا
قرقطاوة وكذلك كراكاتوا أو كراكاتو (بالإندونيسية: Krakatau) هي جزيرة بركانية تقع في مضيق سوندا بين جزيرتي جاوة وسومطرة في إندونيسيا. يُستخدم هذا الاسم أيضا لمجموعة جزر تحيط ببقايا الجزر التي تضم ثلاثة قمم بركانية كبيرة والتي طُمست في اندلاع 1883 الكارثي، الذي أطلق العنان لموجات ضخمة من التسونامي التي قتلت ما يزيد على 36,000 شخص ودمرت أكثر من ثلثي الجزيرة. يُعد هذا التفجير صاحب أعلى صوت يسمع، في أي وقت مضى في التاريخ الحديث، مع تقارير عن أن يكون سمع ما يصل إلى 3,000 ميل (4,800 كـم) من نقطة المنشأ. حيث سجلت موجات صدمية من الانفجار على الباروغرامات في جميع أنحاء العالم.
في عام 1927 جزيرة جديدة، عناق كراكاتو، أو الطفل كراكاتوا، ظهرت من كالديرا التي تشكلت في عام 1883، وهو الموقع الحالي من نشاط ثورة البركان.

## الأهمية التاريخية

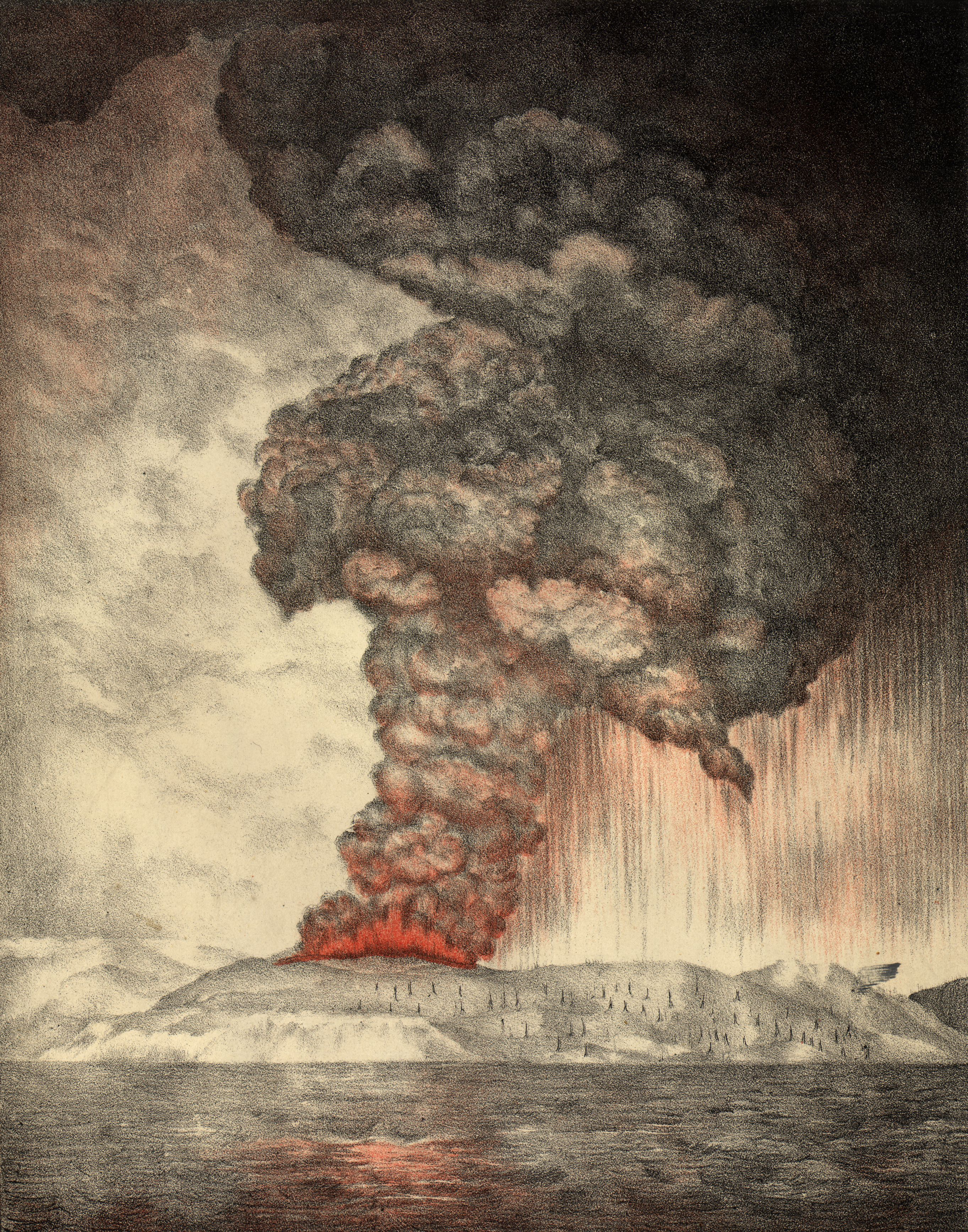
مطبوعة حجرية عام 1888 لثوران بركان كراكاتوا عام 1883.

أبرز انفجارات كراكاتوا بلغت ذروتها في سلسلة من الانفجارات الضخمة على مدى 26-27 أغسطس 1883، والتي كانت من بين الأحداث البركانية الأكثر عنفا في التاريخ المسجل.
كراكاتوا جزيرة بركانية بأندونيسيا، في مضيق سوندا بين جاوة وسومطرة. ثار فيها بركان 1883. نسف جزءا منها، وغير من شكل المضيق وصحب البركان موجات مد عاتية سببت خراباً كبيراً وخسائر جسيمة في الأرواح. وكان حجم الأنقاض والطفح البركاني ضخما إلى درجة أن تكونت منه جزر جديدة. وانتشرت الأنقاض فوق المحيط الهندي حتى وصلت إلى مدغشقر. وحدثت بعد ذلك ثورانات أخرى أقل عنفاً.